# VakıfBank
VakıfBank è un istituto bancario turco fondato l'11 gennaio 1954 e attivo dal 13 aprile 1954.

## Storia
VakıfBank ha iniziato la sua attività come società per azioni il 13 aprile 1954 con un capitale di 50.000.000 di lire turche. Dopo l'offerta pubblica del 2005, la quota della Direzione Generale delle Fondazioni in VakıfBank è scesa dal 74,76% al 58,45%, la quota del Fondo Pensioni della banca è scesa dal 24,89% al 16,10%, e la parte quotata in borsa costituiva il 25,18% del capitale della banca.
A partire dall'11 dicembre 2019, il 58,51% delle azioni di VakıfBank, di cui il 43,00% del Gruppo A e il 15,51% del Gruppo B, gestite e rappresentate dalla Direzione Generale delle Fondazioni, sono state trasferite al Ministero del Tesoro e delle Finanze della Repubblica di Turchia con decisione presidenziale del 3 dicembre 2019.
Il 20 maggio 2020, il capitale sociale di VakıfBank è stato aumentato da 2,5 miliardi a 3.905.622.490 TL a seguito dell'emissione di nuove azioni e della vendita di tutte le suddette al Fondo sovrano della Turchia tramite investimento privato senza offerta pubblica, con un ricavo totale di 7 miliardi TL. Pertanto, il Ministero del Tesoro e delle Finanze deteneva il 37,45%, il Fondo turco il 35,99%, il Fondo Pensioni di VakıfBank il 10,31% e altri azionisti lo 0,11% della struttura azionaria della Banca. Il 16,14% della VakıfBank viene negoziato pubblicamente.
Il 9 marzo 2022, un secondo processo di aumento di capitale di VakıfBank è stato completato e la quota del Fondo turco nell'azionariato della banca è salita al 64,84% mettendo in atto lo stesso procedimento del precedente incremento di capitale, con un ricavo complessivo di 13,4 miliardi TL.
Al 29 marzo 2023, un altro processo di aumento di capitale della banca è stato ultimato con l'emissione di nuove azioni e la vendita di esse al Fondo turco tramite un ulteriore investimento privato senza offerta pubblica, con un ricavo totale di 32 miliardi TL. Con quest'operazione la quota del Fondo sovrano turco raggiunge il 74,79%.

## Struttura azionaria
Al 2024, i principali azionari di VakıfBank sono:
- Fondo sovrano della Turchia, 74,79%
- Ministero del Tesoro e delle Finanze, 14,75%
- Fondo Pensioni VakıfBank, 4,06%.

## Operatività al di fuori della Turchia
A livello internazionale, VakıfBank possiede filiali nella Repubblica Turca di Cipro del Nord e in Austria, Germania e Ungheria (tramite la sussidiaria VakıfBank International AG) e uffici internazionali a New York, in Bahrein e a Erbil, in Iraq. Nel febbraio 2019, la banca ha ottenuto l'approvazione della BDDK (Bankacılık Düzenleme ve Denetleme Kurumu, Agenzia di regolamentazione e vigilanza bancaria) per l'apertura di nuovi uffici di rappresentanza in Cina e in Qatar, allo scopo di potenziare le sue operazioni internazionali. Il 2 febbraio 2021, la VakıfBank Qatar Branch ha ricevuto l'approvazione per l'avvio delle attività regolamentate dalla Qatar Financial Centre Regulatory Authority.

## Società controllate
VakıfBank ha 11 filiali che sono Vakıf Faktoring A.Ş., Vakıf Finansal Kiralama A.Ş., Vakıf Gayrimenkul Yatırım Ortaklığı A.Ş., Vakıf Menkul Kıymet Yat. Ort. A.Ş., Vakıf Yatırım Menkul Değerler A.Ş., Vakıf Pazarlama San. ve Ticaret A.Ş., Taksim Otelcilik A.Ş., Vakıf Enerji ve Madencilik A.Ş., Vakıf Gayrimenkul Değerleme A.Ş., VakıfBank International AG ve Vakıf Elektronik Para ve Ödeme Hizmetleri A.Ş. Inoltre la banca possiede 14 società affiliate che operano in vari settori.